# Пара-Гидроксибензойная кислота
пара-Гидроксибензо́йная кислота (4-гидроксибензойная кислота, п-оксибензойная кислота, сокр. англ. PHBA) — органическое соединение, одна из простейших фенолокислот. В небольших количествах присутствует во многих организмах и выполняет роль промежуточного соединения в биосинтезе некоторых других соединений (например, из неё синтезируются убихиноны). Из пара-гидроксибензойной кислоты получают эфиры (так называемые парабены), широко используемые в качестве консервантов в косметической, фармацевтической и пищевой промышленности. Хорошо известен также изомер пара-гидроксибензойной кислоты — орто-гидроксибензойная кислота (салициловая кислота), которая также встречается в живой природе и находит важные области применения.

## Нахождение в природе
В природе встречается в свободном виде и в виде соединений (гликозидов, эфиров и др.). В свободном виде обнаруживается в зверобое, витексе, кокосе, ваниле, антильском крыжовнике, трутовике лакированном, сыроежках, нефильтрованном оливковом масле, виноградном вине и прочих объектах.

## Биосинтез
Распространённым у микроорганизмов и грибов способом биосинтеза пара-гидроксибензоата является катализируемая ферментом (КФ 4.1.3.40) реакция элиминирования пирувата из хоризмата. Растения, животные (в том числе и человек), многие бактерии образуют пара-гидроксибензоат из фенилаланина и тирозина через стадию образования пара-кумарата. Биосинтез всех этих предшественников происходит шикиматным путём. Также, пара-гидроксибензоат может возникать при ферментативном (КФ 1.14.13.12) гидроксилировании бензоата, при биодеградации некоторых соединений. Некоторые бактерии преобразуют фенол в бензоат, причём промежуточное соединение этого превращения идентифицировано как пара-гидроксибензоат. Таким образом, пути возникновения пара-гидроксибензойной кислоты в живой природе разноплановы.

## Химический синтез
В промышленности моногидроксибензойные кислоты получают в основном карбоксилированием фенолятов диоксидом углерода посредством реакции Кольбе — Шмитта. Использование фенолятов натрия и лития даёт в качестве основного продукта салициловую кислоту, при использовании же фенолята калия получают пара-гидроксибензойную кислоту.
пара-Гидроксибензоат натрия при нагревании изомеризуется в салицилат натрия, и наоборот, салицилат калия при нагревании с карбонатом калия изомеризуется в пара-гидроксибензоат калия.

## Использование
пара-Гидроксибензойную кислоту используют, главным образом, для производства сложных эфиров — парабенов (применяются в качестве консервантов). пара-Гидроксибензойная кислота служит сырьём для получения синтетического волокна вектрана.